# Michelle Heimberg
Michelle Heimberg (ur. 2 czerwca 2000) – szwajcarska skoczkini do wody, olimpijka z Tokio 2020, wicemistrzyni Europy.
W wieku 4 lat rozpoczęła treningi gimnastyki artystycznej, jednak w wyniku nawracających kontuzji kolana, musiała porzucić tą dyscyplinę. W 2011 zdecydowała o uprawianiu skoków do wody.
W 2017 została pierwszą szwajcarską medalistką mistrzostw Europy w skokach do wody.

## Udział w zawodach międzynarodowych
| Impreza                                                             | Rok  | Miejsce   | Konkurencja                           | Wynik  | Wynik   |
| Impreza                                                             | Rok  | Miejsce   | Konkurencja                           | Punkty | Miejsce |
| ------------------------------------------------------------------- | ---- | --------- | ------------------------------------- | ------ | ------- |
| Igrzyska olimpijskie                                                | 2020 | Tokio     | trampolina 3 m indywidualnie          | 283.35 | 11.     |
| Mistrzostwa świata w pływaniu                                       | 2017 | Budapeszt | trampolina 1 m indywidualnie          | 242.95 | 15.     |
| Mistrzostwa świata w pływaniu                                       | 2017 | Budapeszt | trampolina 3 m indywidualnie          | 253.50 | 24.     |
| Mistrzostwa świata w pływaniu                                       | 2017 | Budapeszt | trampolina 3 m synchronicznie mikstów | 273.00 | 8.      |
| Mistrzostwa świata w pływaniu                                       | 2019 | Gwangju   | trampolina 1 m indywidualnie          | 218.55 | 16.     |
| Mistrzostwa świata w pływaniu                                       | 2019 | Gwangju   | trampolina 3 m indywidualnie          | 241.65 | 28.     |
| Mistrzostwa Europy w pływaniu, Mistrzostwa Europy w skokach do wody | 2017 | Kijów     | trampolina 1 m indywidualnie          | 256.65 | 6.      |
| Mistrzostwa Europy w pływaniu, Mistrzostwa Europy w skokach do wody | 2017 | Kijów     | trampolina 3 m indywidualnie          | 293.25 | srebro  |
| Mistrzostwa Europy w pływaniu, Mistrzostwa Europy w skokach do wody | 2017 | Kijów     | trampolina 3 m synchronicznie mikstów | 263.10 | 5.      |
| Mistrzostwa Europy w pływaniu, Mistrzostwa Europy w skokach do wody | 2018 | Glasgow   | trampolina 1 m indywidualnie          | 229.35 | 9.      |
| Mistrzostwa Europy w pływaniu, Mistrzostwa Europy w skokach do wody | 2018 | Glasgow   | trampolina 3 m indywidualnie          | 274.20 | 5.      |
| Mistrzostwa Europy w pływaniu, Mistrzostwa Europy w skokach do wody | 2018 | Glasgow   | trampolina 3 m synchronicznie mikstów | 274.50 | 5.      |
| Mistrzostwa Europy w pływaniu, Mistrzostwa Europy w skokach do wody | 2019 | Kijów     | trampolina 1 m indywidualnie          | 247.05 | 7.      |
| Mistrzostwa Europy w pływaniu, Mistrzostwa Europy w skokach do wody | 2019 | Kijów     | trampolina 3 m indywidualnie          | 277.50 | 5.      |
| Mistrzostwa Europy w pływaniu, Mistrzostwa Europy w skokach do wody | 2019 | Kijów     | trampolina 3 m synchronicznie mikstów | 282.00 | brąz    |
| Mistrzostwa Europy w pływaniu, Mistrzostwa Europy w skokach do wody | 2020 | Budapeszt | trampolina 1 m indywidualnie          | 255.55 | srebro  |
| Mistrzostwa Europy w pływaniu, Mistrzostwa Europy w skokach do wody | 2020 | Budapeszt | trampolina 3 m indywidualnie          | 304.55 | 5.      |